# バーモント (戦艦)
| USS Vermont BB-20 |                                                                                          |
| 艦歴              |                                                                                          |
| 発注:             |                                                                                          |
| 起工:             | 1904年5月21日                                                                            |
| 進水:             | 1905年8月31日                                                                            |
| 就役:             | 1907年3月4日                                                                             |
| 退役:             | 1920年6月30日                                                                            |
| その後:           | スクラップとして売却                                                                     |
| 除籍:             | 1923年11月10日                                                                           |
| 性能諸元          |                                                                                          |
| 排水量:           | 16,000 トン                                                                              |
| 全長:             | 456.3 ft                                                                                 |
| 全幅:             | 76.9 ft                                                                                  |
| 吃水:             | 24.5 ft                                                                                  |
| 機関:             |                                                                                          |
| 最大速:           | 18ノット                                                                                 |
| 航続距離:         |                                                                                          |
| 兵員:             | 士官、兵員880名                                                                          |
| 兵装:             | 12インチ砲4門、8インチ砲8門、 7インチ砲12門、3インチ砲20門、 3ポンド砲12門、1ポンド砲4門 |
| 航空機:           |                                                                                          |
| モットー:         |                                                                                          |

バーモント(USS Vermont, BB-20)は、アメリカ海軍の戦艦。コネチカット級戦艦の3番艦。艦名はバーモント州にちなむ。その名を持つ艦としては2隻目。

## 艦歴
バーモントは1904年5月21日にマサチューセッツ州クインシーのフォアリバー造船所で起工し、1905年8月31日にジェニー・ベル（バーモント州知事チャールズ・J・ベルの娘）によって命名、進水、1907年3月4日にボストン海軍工廠で初代艦長ウィリアム・P・ポッター大佐の指揮下就役した。